# سباستین اسکیلاچی
سباستین اسکیلاچی (به فرانسوی: Sébastien Squillaci) بازیکن فوتبال سابق اهل فرانسه است که در پست مدافع میانی بازی می‌کرد. او سابقهٔ بازی در یورو ۲۰۰۸ و جام جهانی ۲۰۱۰ را به‌همراه تیم ملی فرانسه در کارنامهٔ خود دارد.